# إيميرس فاييه
إيميرس فاييه Emerse Faé، من مواليد 24 يناير 1984 في نانت في فرنسا هو لاعب كرة قدم عاجي.
بدأ مسيرته الكروية مع نادي نانت في عام 2003، ولعب مع حتى عام 2007، وشارك في 102 مباراة سجل 6خلالها أهداف، ويلعب منذ عام 2007 مع نادي ريدينغ الإنجليزي.
يلعب كذلك مع منتخب ساحل العاج لكرة القدم منذ عام 2005.عمل كمدرب لمنتخب ساحل العاج في بطولة كأس أمم إفريقيا 2024 وحاز على جائزة أفضل مدرب في البطولة. 

## وصلات خارجية
- إيميرس فاييه على موقع الاتحاد الدولي (مؤرشف)  (الإنجليزية)
- إيميرس فاييه على موقع الاتحاد الأوربي (الإنجليزية)
- إيميرس فاييه على موقع قاعدة بيانات كرة القدم.إي يو (الإنجليزية)
- إيميرس فاييه على موقع بيانات كرة القدم. دي إي (الألمانية)
- إيميرس فاييه على موقع ليكيب (الفرنسية)
- إيميرس فاييه على موقع ناشيونال فوتبول تيمز (الإنجليزية)
- إيميرس فاييه على موقع Soccerbase.com (لاعب) (الإنجليزية)
- إيميرس فاييه على موقع عالم كرة القدم.نت (الإنجليزية)